# Notosemus variegatus
Notosemus variegatus är en stekelart som först beskrevs av Tosquinet 1903.  Notosemus variegatus ingår i släktet Notosemus och familjen brokparasitsteklar. Inga underarter finns listade i Catalogue of Life.